# Paralastor neglectus
Paralastor neglectus är en stekelart som beskrevs av Henri Saussure 1856. Paralastor neglectus ingår i släktet Paralastor och familjen Eumenidae. Inga underarter finns listade i Catalogue of Life.